# Linköpings blodbad

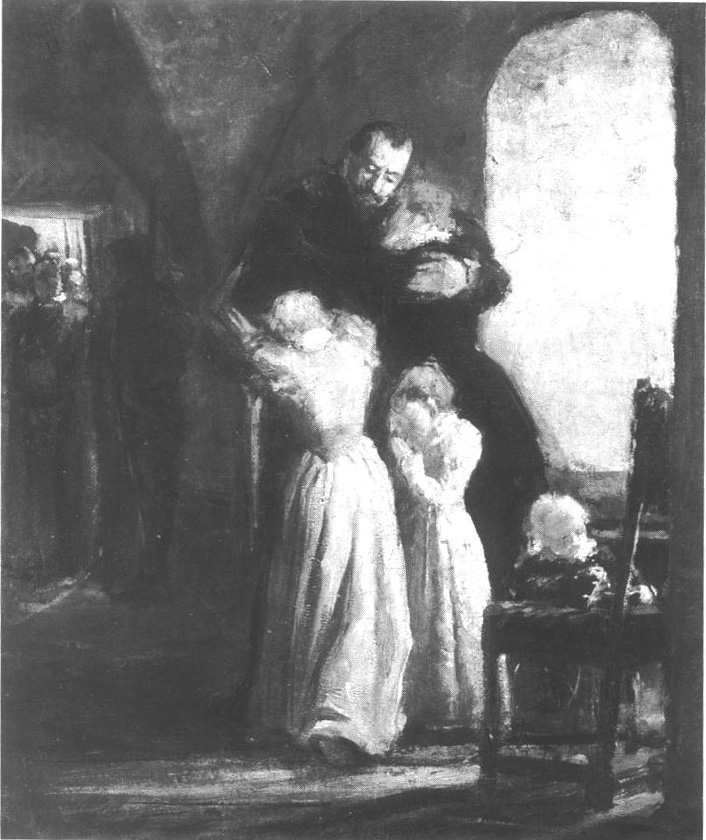
Pożegnanie Gustava Axelssona Banéra przed ścięciem

Linköpings blodbad (pol. Krwawa łaźnia w Linköping) – pod taką nazwą przeszła do historii egzekucja 5 stronników Zygmunta III Wazy – 4 członków szwedzkiej Rady Królestwa (riksrådet) oraz jednego z dowódców wojsk wiernych królowi. Proces i egzekucja, którą przeprowadzono w Wielki Czwartek 20 marca 1600 na rynku tego miasta, uważana jest za jedną z największych zbrodni sądowych w dziejach Szwecji.
We wrześniu 1598, po bitwie pod Stångebro, na mocy ugody w Linköping w ręce księcia Karola Sudermańskiego zostało wydanych wielu szwedzkich zwolenników króla Zygmunta III Wazy. Półtora roku później, 3 marca 1600, regent Szwecji, Karol Sudermański, powołał specjalny trybunał dla osądzenia uwięzionych i ostatecznej rozprawy z członkami riksrådet. Składał się on z 153 osób, przedstawicieli stanów. Oskarżycielem był sam regent, z oskarżeniem opartym na 25 punktach, z których najcięższe dotyczyły zdrady państwa i sprowadzenia obcych wojsk na teren kraju. 
Wśród oskarżonych w Linköping w marcu 1600 znaleźli się: bracia Gustav, Hogenskild i Sten Banér, Erik Larsson Sparre, Ture i Claes Bielke, Krister Klasson Horn, Axel Stensson młodszy, Jöran Knutsson Posse, Karl Stenbock oraz przywiezieni z Finlandii specjalnie na proces Arvid Stålarm, Axel Kurck i Bengt Falk.
Oskarżeni przyznawali się do pewnych wykroczeń wobec osoby Karola Sudermańskiego, ale zdecydowanie zaprzeczali oskarżeniom o zdradę państwa. 
17 marca 1600 zapadł wyrok. Hogenskild Bielke i Karl Stenbock mieli pozostać w więzieniu, podczas gdy Gustav i Sten Banér, Erik Larsson Sparre, Ture i Claes Bielke, Jöran Knutsson Posse, Krister Klasson Horn oraz Axel Stensson młodszy zostali skazani na śmierć, utratę czci i majątku.
Następnego dnia Claes Bielke, Jöran Knutsson Posse, Krister Klasson Horn i Axel Stensson młodszy padli na kolana przed zgromadzonymi stanami i Karolem Sudermańskim przyznając się do swoich win i prosząc o łaskę, którą otrzymali. Ostatecznie w Wielki Czwartek 20 marca 1600 na rynku (Stora torget) w Linköping ścięto 5 skazanych. Byli to członkowie riksrådet: Erik Larsson Sparre, Ture Bielke, Sten Banér, Gustav Banér oraz były dowódca wojsk wiernych Zygmuntowi w Finlandii, Bengt Falk. Arvid Stålarm i Axel Kurck zostali ułaskawieni na miejscu egzekucji.
Wydarzenie to wywarło duży wpływ na współczesnych i stanowiło jeden z przykładów bezwzględności księcia Karola Sudermańskiego.